# Верховна директива
Верховна директива (англ. Prime Directive, а також Starfleet General Order 1 та Non-Interference Directive) — це основний керівний принцип Об'єднаної Федерації Планет у фантастичному світі «Зоряного шляху». Він забороняє втручатися у внутрішній розвиток інопланетних цивілізацій, особливо тих, які перебувають нижче певної межі технологічного, культурного і наукового розвитку (наприклад, ще не винайшли технологію варп-двигуна). Таким чином, Верховна директива запобігає використанню екіпажами космічних кораблів своїх технологій вищого рівня для нав'язування власних цінностей або ідеалів іншим світам.
З часу появи у першому сезоні серіалу «Зоряний шлях: Оригінальний серіал», Верховна директива стала основою сюжетів багатьох епізодів різних серіалів франшизи. Після набуття популярності переміщень у часі серед епізодів «Зоряного шляху», було введено Часову Верховну директиву, яка забороняє втручання в історичні події та порушення послідовного ходу часу.
Верховна директива настільки фундаментальний принцип для Зоряного флоту, що є частиною присяги офіцерів, вони зобов'язані її дотримуватися навіть у разі смертельного ризику для власного життя.

## Походження
Хоча автором принципу називають продюсера оригінального серіалу Джина Л. Куна, альтернативна точка зору, що директиву придумав письменник Теодор Стерджон, та описав її у невикористаному сценарії епізоду оригінального серіалу. Перша поява Директиви відбулася у серії «Повернення архонтів». Сценарій епізоду був написаний Борисом Собельманом і заснований на сюжеті Джина Родденббері.
За однією з гіпотез, Директива відображала критичний погляд на тодішню зовнішню політику США. Особливо Війну у В'єтнамі, яку критикували як приклад втручання глобальної наддержави у розвиток суспільств Південно-Східної Азії. Верховна директива подавалася як незгода з такою політикою. Також концепт Верховної директиви був реакцією креативної команди серіалу на наслідки колоніалізму та інтервенціоналізму. Директива дуже схожа на реальний принцип, відображений у Статуті ООН (розділ I, стаття 2, пункт 7):
Цей Статут жодною мірою не дає Організації Об'єднаних Націй права на втручання в справи, які належать до внутрішньої компетенції будь-якої держави, і не вимагає від Членів Організації Об'єднаних Націй представляти такі справи на розв'язання у порядку даного Статуту; однак цей принцип не стосується використання примусових заходів на підставі Розділу VII.
Джерелом Директиви для людства став перший контакт з расою вулканців. У стрічці «Зоряний шлях: Перший контакт» вказано, що перший політ винахідника Зефрама Кохрейна зі швидкістю вищою за швидкість світла був зареєстрований кораблем з Вулкану та змусив його змінити маршрут і вступити у перший контакт із землянами. Вулканці застосовували цей принцип у дослідженні Галактики і передали його людству. Як закон Верховна директива була імплементована вже з появою Федерації планет. У серіалі «Зоряний шлях: Дивні нові світи» повідомляється, що директиві передував Перший загальний наказ, але він був недосконалий, оскільки не враховував випадкового впливу Федерації. Назва Верховна директива була ухвалена в 2259 році.

## Вжиток у серіалі
Директиву чітко визначено у березневому епізоді оригінального серіалу під назвою «Хліба та видовищ» 1968 року : 
Не розголошувати дані про себе чи про місію. Не втручатися у соціальний розвиток планети. Ніяких згадувань космосу або інформації про інопланетні світи чи цивілізації.
Як згадується в  «Зоряний шлях: Наступне покоління»:
|  | Верховна директива — це не тільки набір правил. Це філософія, і дуже правильна. Історія довела раз за разом, що втручання людства у справи менш розвинутої цивілізації, якими благими не були б наміри, завжди призводить до катастрофічних результатів. — Жан-Люк Пікар, еп. «Симбіоз» Оригінальний текст (англ.) "The Prime Directive is not just a set of rules. It is a philosophy, and a very correct one. History has proved again and again that whenever mankind interferes with a less developed civilization, no matter how well intentioned that interference may be, the results are invariably disastrous." — Jean-Luc Picard, "Symbiosis" |

У листопадовому епізоді «Нескінченна регресія» серіалу «Зоряний шлях: Вояжер» 1998 року, дія якого відбувається століттям пізніше, вказано, що Директива має 47 підпунктів.
Тим не менш, за випадку порушення Директиви персонал Зоряного флоту має право прямо втрутитися у справи планети, щоб мінімізувати завдану шкоду.
Особливо важливим є застосування Директиви до соціумів без доступу до технології переміщення у космосі зі швидкістю вищою за швидкість світла та таких, що не здійснили перший контакт. Розвиток повинен відбуватися природними темпами. Зоряний флот дозволяє дослідження таких цивілізацій тільки за умови роботи під прикриттям, маскування та без залишку технологічних артефактів після себе.
У квітневому епізоді 1998 року серіалу «Зоряний шлях: Вояжер» під назвою «Директива Омега» до Верховної директиви додано виключення (Starfleet General Order number 0), що стосується розповсюдження у Галактиці омега-молекул. Ці молекули надто небезпечні, щоб не дозволяти втручання у справи цивілізації, яка займається їх генеруванням, оскільки навіть єдина молекула унеможливоює міжзоряні польоти в радіусі кількох світлових років.

## Порушення Директиви
У серіалі «Зоряний шлях» Директива виступає як часто вживаний шаблон для створення сюжетів та драматичного конфлікту. Відносини з інопланетними цивілізаціями у серіалі зображаються як алегорія на події реального світу.
В деяких епізодах Директива прямо порушується. Наприклад, у епізоді оригінального серіалу «Закономірності сили» спостерігач Федерації Джон Гіл свідомо втрутився у розвиток цивілізації з метою створення режиму, який би комбінував високу ефективність фашизму з більш доброякісними тенденціями. Але його експеримент призвів до появи агресивного політичного режиму з тенденцією до геноциду та расового супремасизму. Команді «USS Enterprise» довелося втрутитися, щоб мінімізувати шкоду.
У серіалі «Зоряний шлях: Наступне покоління» Директива застосовується не тільки до передварпових цивілізацій, а й взагалі до втручання у внутрішні справи цивілізацій без їхнього на те дозволу, особливо до їх внутрішньої політики.
У фільмі «Зоряний шлях: Відплата» екіпаж корабля Федерації Планет рятує примітивну культуру від природного катаклізму, тим самим видаючи своє існування.

## Винятки
Верховна Директива в той же час має низку виключень, що стосуються особливих випадків. Втручання Федерації Планет бувало виправданим, якщо:
- Суспільство перебуває у стагнації з причин, яким не може протистояти (Оригінальний серіал: «Повернення архонтів», «Яблуко»).
- Культура вже постраждала від порушення Верховної Директиви і завдана шкода може бути виправлена (Оригінальний серіал: «Доля в справі», «Зразок сили», Наступне покоління: «Хто наглядає за наглядачами», «Вартовий»). Або ж вона постраждала від втручання цивілізацій, що не входять до Федерації (Оригінальний серіал: «Маленька особиста війна», Вояджер: «Фальшива вигода»).
- Суспільство послало прохання про допомогу будь-якій цивілізації, що опанувала надсвітлові польоти (Оригінальний серіал: «Мірі», Наступне покоління: «Однокласники»).
- Суспільство вже знає про існування Федерації Планет (Наступне покоління: «Дейталор», «Дежак'ю»).
- Невтручання завдає шкоди громадянам Федерації (Наступне покоління: «Справедливість»).
- Суспільство надіслало вітання чи атакувало космічний апарат Федерації (Оригінальний серіал: «Корбомитний маневр», Вояджер: «Миттєвість», Дивні нові світи: «Дивні нові світи»).